# Full Throttle (відеогра)
Full Throttle — пригодницька відеогра, розроблена компанією LucasArts. Гра вийшла 30 квітня 1995 року.
Full Throttle стала одинадцятою пригодницькою грою LucasArts і десятою, в якій використовувався власний ігровий рушій SCUMM. У грі було створено повноцінне відео та екшн-послідовності з використанням анімаційного рушія INSANE від LucasArts, який раніше використовувався в Star Wars: Rebel Assault II: The Hidden Empire. Це була перша гра LucasArts, яка розповсюджувалася лише на CD-ROM. У ній також було запроваджено контекстне меню, за допомогою якого гравець керує взаємодією з об'єктами та персонажами. На відміну від інших комп'ютерних ігор тієї епохи, які здебільшого покладалися на власні таланти в озвучуванні, у Full Throttle були задіяні переважно професійні актори, зокрема Рой Конрад у ролі Бена, Марк Гемілл у ролі лиходія Адріана Ріпбургера, Гамільтон Кемп у ролі літнього Малкольма Корлі та Кет Сусі у ролі союзниці Бена Морін. Це була одна з небагатьох ігор LucasArts, яка використовувала ліцензійну музику, з піснями рок-гурту The Gone Jackals із Сан-Франциско.

## Сюжет
Головним героєм гри є байкер Бен (Ben), лідер порівняно не криміналізованої байкерської банди Polecats (англ. Тхори). У придорожньому барі Бену та його банді зустрічається Малькольм Корлі (Malcolm Corley), засновник і президент компанії «Корлі Моторз», останнього виробника мотоциклів у країні. (Прізвище президента компанії, зображене й у назві самої компанії, є алюзією на відомого американського виробника мотоциклів Harley-Davidson.) Корлі в супроводі віце-президента компанії Адріана Ріпбурґера (Adrian Ripburger) прямує на засідання акціонерів і пропонує Бену, щоб його банда супроводила його до місця зустрічі. Бен відмовляє, заявивши, що Тхори не працюють по найму. Ріпбурґер, який має свої плани щодо подальшого розвитку компанії, викликає Бена для розмови віч-на-віч. Коли вони виходять з бару, помічник Ріпбурґера нейтралізовує Бена і замикає в сміттєвому баку. Ріпбурґер, повернувшись до зали, переконує інших членів банди, що Бен дав згоду і поїхав вперед, тож Тхорам не залишається нічого іншого, окрім як ескортувати Малькольма Корлеа.
Прийшовши до тями, Бен розпитує бармена та дізнається деталі того, що сталося. Він вирішує наздогнати ескорт, проте люди Ріпбурґера завбачливо вивели з ладу його байк. Бен потрапляє в серйозну аварію і на деякий час виходить з гри. Його підбирає місцевий репортер Міранда, яка доставляє Бена і його мотоцикл у майстерню. Механік майстерні, дівчина на ім'я Морін (Maureen, або коротко -Mo) готова полагодити мотоцикл Бена, якщо той знайде необхідні запчастини та інструменти.
Отримавши як подарунок до байку твердопаливний авіаційний прискорювач, Бен наздоганяє Тхорів якраз в той момент, коли Ріпбурґер убиває Малькольма Корлеа ударом палиці по голові. Міранді, що стежила за процесом, вдається зняти момент убивства на плівку, але люди Ріпбурґера відбирають у неї фотоапарат. В цей момент приходить Бен, він застає Корлеа ще живим, і старий помирає у нього на руках, перед смертю попрохавши Бена знайти його дочку, якою виявляється Мо. Бен стає єдиним підозрюваним у вбивстві магната, банда Тхорів затримана поліцією до з'ясування обставин, а сам він оголошений у розшук.
Вбивця, який мав убити Мо провалює завдання, Морін його нейтралізує, її заінтригованість фотоапаратом, який був в кілера, змушує вийняти з нього плівку.
Бен, повернувшись до Мо, виявляє сліди боротьби і порожній фотоапарат. Щоб повернути собі чесне ім'я, врятувати банду і запобігти планам Ріпбурґера перетворити з виробництва продукції «Корлі Моторз» на мінівени, Бен повинен потрапити на збори акціонерів.
На його шляху постає зруйнований міст. Щоб перейти на протилежний бік каньйону, Бену знадобиться твердопаливний авіаційний прискорювач (старий Мо демонтувала, вважаючи Бена вбивцею свого батька), підйомник від автомобіля й трамплін. «Позичивши» всі необхідні деталі в байкерських банд ротвейлерів, грифів (членом якої є Мо, яка і має в своєму розпорядженні прискорювачі) і щурів, Бен перестрибує через зруйнований міст.
Заледве встигнувши на збори акціонерів, Бен надає неспростовні докази вини Ріпбурґера. Ріпбурґер утікає, проте після ефектного переслідування гине - його вантажівка падає з обриву та вибухає. Морін стає головою «Корлі Моторз», Бен, збагнувши, що їх шляхи з Морін розійшлися, полишає її.

## Технічні дані
«Full Throttle» - перший квест, який LucasArts випустила лише на компакт-дисках з голосовим озвученням персонажів (до цього ігри випускалися на дискетах, згодом деякі з них перевидавалися на компакт-дисках з додаванням голосового супроводу).
Гра спочатку була домашньою розробкою Тіма Шейфера (співробітника LucasArts, який брав участь в проектуванні квестів, а також творцем гри Day of the Tentacle), через що гра вийшла лінійною і недостатньо тривалою. «Full Throttle» - єдина гра LucasArts, музику до якої записала не сама компанія, а рок-група «The Gone Jackals». Ряд записів з її альбому «Bone to Pick» (1995) було використано в грі, саундтрек до гри також був доступний для купівлі на компакт-дисках та компакт-касетах.

### Інтерфейс
У грі «Full Throttle» використаний інтерфейс, відмінний від попередніх версій SCUMM: при утриманні лівої кнопки миші випливає меню у вигляді палаючого людського черепа, що відповідає за дії «перегляд» і «розмова», руки («взяти» або «використовувати») і чобота («вдарити» або «штовхнути»). При натисканні правої кнопки відкривається інвентар у вигляді черепа з розкритим ротом, в якому представлено наявні у персонажа предмети. Подібний інтерфейс був пізніше відтворений в грі The Curse of Monkey Island.

### Ігровий процес
Окрім основної ігрової частини, яка є класичною для ігор цього жанру, та полягає у переміщенні ігрового персонажа по локаціях, збору корисних предметів і діалогах з персонажами, в Full Throttle також присутні аркадні елементи. Так, наприклад, у грі присутні дорожні бійки з байкерами інших банд. Для битви можуть бути задіяні кулак або нога, пізніше з'являється зброя у вигляді ланцюга, дошки, порошку хімічних добрив, Морґенштерна та бензопили. Кожна зброя ефективна лише проти певного угруповання байкерів (з грифів, ротвейлерів та щурів).

### Технічне виконання
Усі транспортні засоби і деякі елементи фону є тривимірними моделями, візуалізованими заздалегідь. Ці моделі можна побачити у вбудованому в грі скрінсейвері, який запускається, якщо залишити гру на деякий час.

## Персонажі
- Бен - головний герой. Ватажок банди Тхорів. Народжений бути шляхетним, але нехлюй до мозку кісток.
- Морін - народилася геніальним механіком зі срібним гайковим ключем у руках. Не чекає ні від кого поблажливості.
- Адріан Ріпбурґер - підступна особа в костюмі від Армані. За його показову сердечність його можна було б назвати ласкою. Але в нього немає серця.
- Старий Корлі - президент Корлі Моторз. Нехай його костюм не вводить вас в оману. В душі він байкер. Він присвятив своє життя, щоб перетворити мотоцикли місцевого виробництва в найкращі, які лише можна придбати.
- Нестор - інтелігентна, боягузлива, підступна особа. Працює на Ріпбурґера.
- Болюс - гниле болото номер один. Працює на Ріпбурґера.
- Міранда - вважає себе репортером-детективом. Втратила свої ідеали і залишила журналістський коледж з другого семестру. Завжди соромиться, коли доводиться проявляти прості людські почуття.
- Сюзі - ватажок банди грифів. Чудовий стратег. Складена як класична «цеглина» - «Бьюїк». Має татуювання: «Я люблю жорстокі й незвичайні покарання».
- Мураха - шофер далекобійної вантажівки. Володар запального характеру. Вважає байкерів смертниками на колесах.
- Хоррас - занадто часто падав з мотоцикла без шолома. Старий Корлі пошкодував його і дав йому заробляти на життя торгуючи в сувенірній крамниці.
- Тодд - живе в причепі. Володіє звалищем. Його єдиний та найкращий друг - його собака. Полюбляє «інтелектуальне телебачення», наприклад, такі передачі як «Колесо фортуни» і «Представлення сьогодні ввечері».
- Квохоґ - бармен в закладі «Кікстенд» (Бойова стійка). Слизька, та водночас непогана людина. Об'єкт для хабарів, залякування та скандалів. Хобі: макраме.

## Продовження
Навесні 2000 року LucasArts розпочала виробництво «Full Throttle: Payback», офіційного продовження сюжету Full Throttle. Оскільки Тім Шейфер до того часу залишив компанію, проект вели Ларрі Ехерн (Larry Ahern), який брав участь в розробці оригіналу, і Білл Тіллер (Bill Tiller) як артдиректор. На початкових етапах проект отримав позитивну оцінку серед працівників LucasArts, але в підсумку розвалився, за словами Тіллера, через розбіжності у поглядах на стиль гри між командою розробників і «особливо впливовою персоною» в адміністрації, що призвело до серії «непорозумінь». Розробка була зупинена в листопаді 2000 року, коли було готово 25 % рівнів і 40 % арт-контенту. При цьому компанія LucasArts ніколи не робила офіційних заяв про припинення проекту.
Сюжет продовження заснований на діях Бена з руйнування планів «великої корпорації» та місцевого губернатора по заміні всіх шосейних доріг на транспорт на повітряній подушці, відбираючи в байкерів і далекобійників їхню територію. У першій половині гри Бен повинен запобігти замаху на Отця Торка (Father Torque), який очолює рух проти транспорту на повітряній подушці, після чого об'єднатися з «наполегливою і неназваною журналісткою» для повалення огидного губернатора. «Payback», на думку Тіллера, «повинен був зберегти дух першої гри і розширити її атмосферу».
У середині 2002 року LucasArts анонсувала «Full Throttle II: Hell on Wheels» для Windows, PlayStation 2 і Xbox. Гра мала була стати сумішшю квесту та екшену (action / adventure), з великим акцентом на аркадних елементах і бійках, ніж на квестах. Лідером проекту був Шон Кларк (Sean Clark), розробка плавно тривала до кінця 2003 року, коли вона була раптово перервана. Усього за кілька місяців до того, на виставці E3 2003 демонструвалася демо-версію та тизер. Президент LucasArts Саймон Джеффрі в офіційному прес-релізі заявив: «Ми не хочемо розчарувати фанів Full Throttle і сподіваємося, що всі розуміють, наскільки ми відповідальні за те, що ми надаємо найкращий ігровий досвід, який лише можемо». Як можливі причини припинення проекту, критики вказують на низький рівень графіки порівняно з іншими іграми в цьому жанрі й на відсутність у проекті Тіма Шейфера.
Події гри «Hell on Wheels» відбуваються в Ель Нада (El Nada), місці, де завжди їздив Бен, та де всі дороги таємничим чином виявилися зруйновані. Бен вважає, що за цим стоїть одна з нових банд - Hound Dogs, але незабаром реальність стає більш зловісною. Разом з Отцем Торком і Морін він захищає «свободу відкритої дороги».

## Цікаві факти
- «Full Throttle» — перша комп'ютерна гра, в озвучуванні якої брали участь в основному найняті на боці (за сприяння Screen Actor Guild) професійні актори. До цього практикувалося залучення штатних акторів озвучування (по тій схемі, по якій за часів Золотої епохи мультиплікації великі анімаційні студії задіяли на озвучені мультфільмів штатних акторів).
- Адріан Ріпбурґер озвучений професійним актором Марком Хемілл, відомим виконанням ролі молодого Люка Скайвокера в кіноепопеї Джорджа Лукаса «Зоряні війни».
- В Еммета, водія вантажівки, на передпліччі в одній зі сцен видно татуювання у вигляді емблеми Імперії зі всесвіту «Зоряних війн».
- У сцені розмови з Мірандою, вона сидить в сміттєвому баку, та звертається до Бена з фразою: «Допоможи мені, Бен, ти моя єдина надія!» (англ. Help me Ben, You're my only hope!), також запозиченою з епопеї Лукаса.
- На диску з грою поширювалася демоверсія ігри Star Wars: Dark Forces.
- Після завершення фінальних титрів можна побачити стадо кроликів, що стрибають по дорозі під ту саму мелодію, що й у грі.
- Вступний монолог Бена був використаний для композиції «Asphalt and Trouble» музичного гурту 65daysofstatic.
- Музика в грі групи The Gone Jackals з альбому «Bone To Pick».